# 坂本清美
坂本清美（日语：／ Sakamoto Kiyomi，1969年10月12日—），大阪府豐中市出身，日本女子排球运动员。她曾代表日本国家队参加1996年夏季奥林匹克运动会排球比赛，获得第9名。